# سولفید منیزیم
سولفید منیزیم (به انگلیسی: Magnesium sulfide) با فرمول شیمیایی MgS یک ترکیب شیمیایی با شناسه پاب‌کم ۱۰۱۲۹۸۸۸ است. که جرم مولی آن 56.38 g/mol می‌باشد.